# (200158) 1998 TK7
(200158) 1998 TK7 es un asteroide perteneciente al cinturón de asteroides, descubierto el 15 de octubre de 1998 por el equipo del Catalina Sky Survey desde el Catalina Sky Survey, Arizona, Estados Unidos.

## Designación y nombre
Designado provisionalmente como 1998 TK7.

## Características orbitales
1998 TK7 está situado a una distancia media del Sol de 3,042 ua, pudiendo alejarse hasta 3,866 ua y acercarse hasta 2,218 ua. Su excentricidad es 0,270 y la inclinación orbital 20,27 grados. Emplea 1938,76 días en completar una órbita alrededor del Sol.

## Características físicas
La magnitud absoluta de 1998 TK7 es 15,4. Tiene 6 km de diámetro y su albedo se estima en 0,045.